# Anarchofeminismus

Fialovo-černá vlajka je často používána jako symbol anarchofeminismu

Anarchofeminismus je politická ideologie spojující anarchismus a feminismus. Obecně vnímá patriarchát jako projev nedobrovolné hierarchie. Anarchofeminismus se domnívá, že boj proti patriarchátu je nezbytnou součástí třídního boje i anarchistického boje proti státu. V podstatě vidí anarchistický boj za nezbytnou součást boje za práva žen a naopak. L. Susan Brown tvrdí, že anarchismus je politická filosofie, která se staví proti všem mocenským vztahům, je tedy neodmyslitelně feministický.